# Братство Святого Гроба

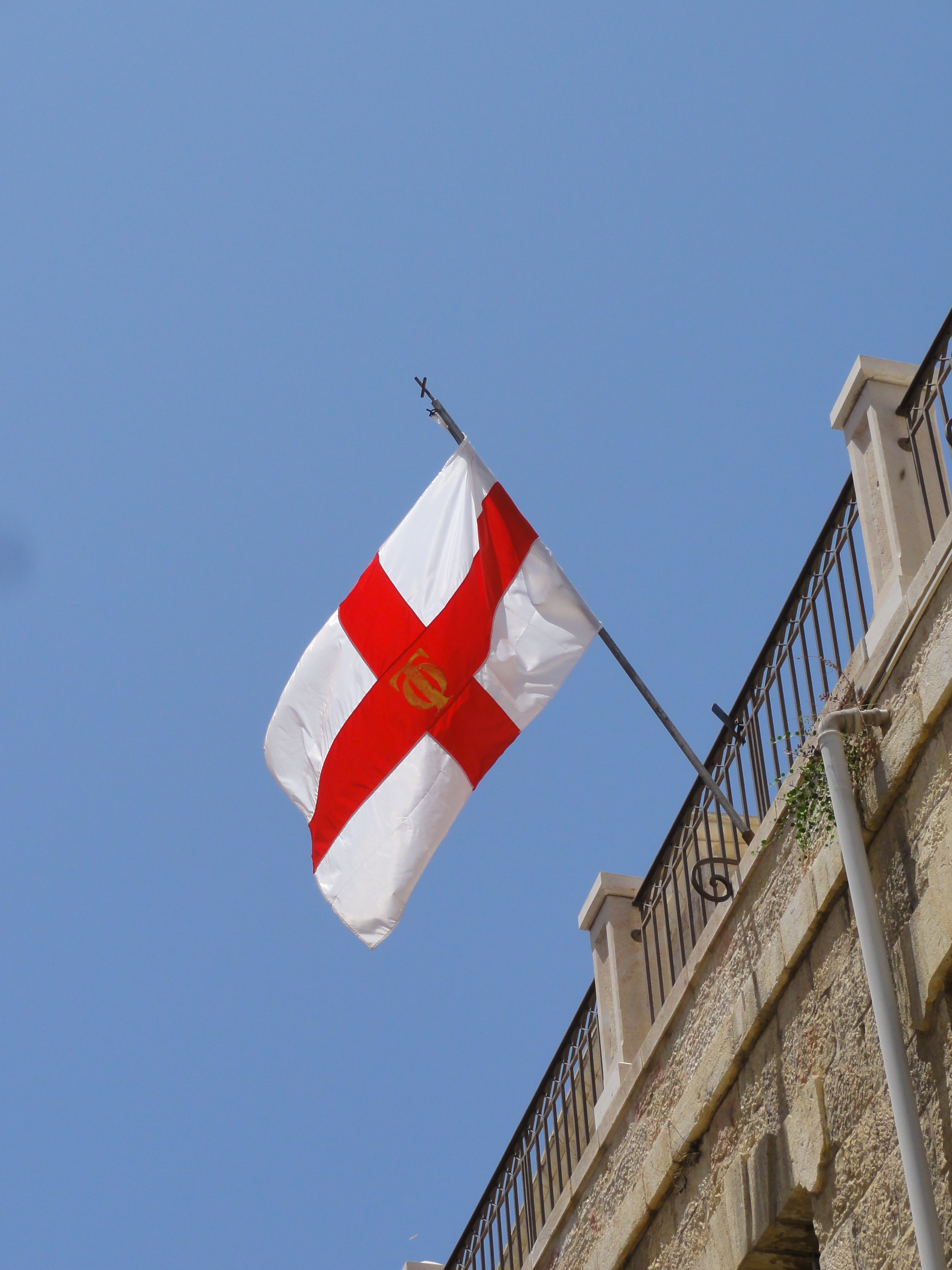
Флаг Святогробского братства

Бра́тство Свято́го Гро́ба Госпо́дня (греч. Ἡ Ἱερά Ἁγιοταφιτική Ἀδελφότης, также Святогробское братство, Хранители Святого Гроба) — общество, объединяющее монашествующих Иерусалимской православной церкви. Резиденция братства располагается в монастыре святых Константина и Елены в старом городе Иерусалима. Главой братства является патриарх Иерусалимский.

## История
Свою историю возводит к братству «Знамение» в Иерусалиме, которое было основано, как считается, в 313 году (что соответствует Миланскому эдикту императора Константина Великого и легализации христианства в Римской империи). Древние рукописи подтверждают существование Знаменского братства до посещения царицей Еленой Святого града в 326 году. Задачей этого монашеского Братства было «служение паломникам, молитвы и в основном псалмопение в славной церкви Святой Гробницы». Братство «Знамения» получило поддержку императора и расширило свою деятельность за пределы Иерусалима на главные Святые места Палестины.
В 638 году Братство было признано халифом Омаром ибн Хаттабом и впоследствии его преемниками. В последующие столетия все завоеватели Палестины так или иначе признавали права православных монахов этого Братства заботиться о Святых для христиан местах.
Постоянным условием деятельности Братства на протяжении многих веков сделалось соперничество со стороны нехалкидонитов и римо-католиков, разными путями старающихся захватить попечение о Святых местах. Будучи лишённым поддержки единоверного государства в Святой земле, Святогробское Братство оказалось вынуждено вести нескончаемую борьбу за доказательство и подтверждение своих прав на поддержание Святых мест. С умалением православного присутствия в Святой земле, всё большая доля клириков Иерусалимского Патриархата оказалась также членами Святогробского Братства — важнейшей структуры Иерусалимской  Церкви.
Как писал П. И. Ряжский в 1915 году «В руках Святогробского Братства было сосредоточено управление церковными делами и имуществом Иерусалимской Церкви, во главе которой стояли Патриарх, Синод и отцы Гроба Господня. Все они были греками, православные других национальностей, особенно славянских, в братство не допускались».
Несмотря на убывание и почти полное исчезновения греческого и греко-язычного населения в Святой земле, Братство в последние столетия неизменно сохраняло преимущественно греческий характер. Это стало причиной напряжения и периодических волнений в Иерусалимской Церкви, более девяти десятых паствы которой составляют палестинские арабы и арабоязычные местные жители.
Сейчас Хранители Святого Гроба управляются советом из 18 членов с председателем Иерусалимским патриархом.